# Kekchí

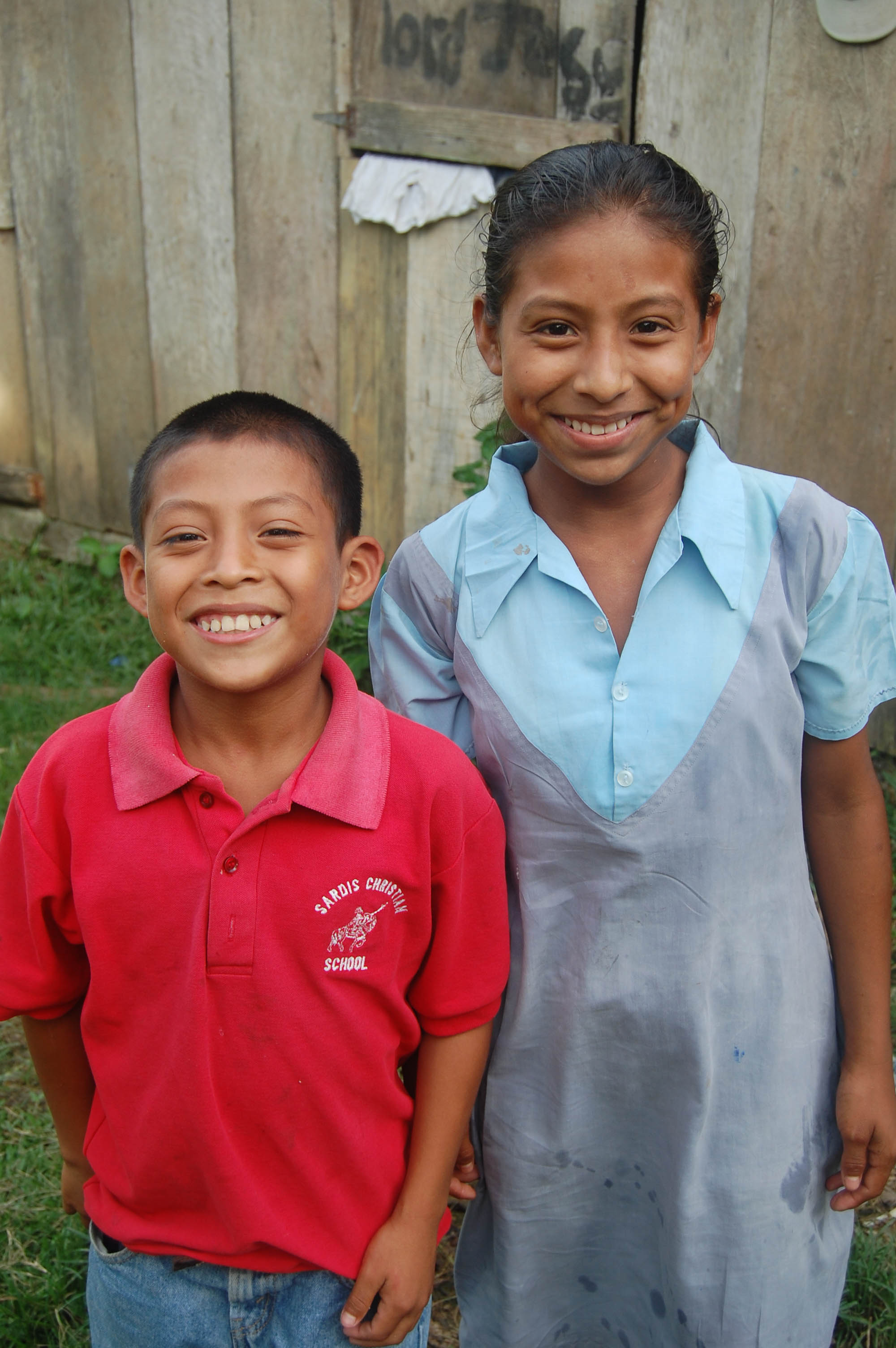
Zwei Q’eqchi’-Kinder in Belize

Die Kekchí, in moderner Maya-Schreibweise Q’eqchi’, sind eine zu den Maya gehörende Ethnie, die heute hauptsächlich in den guatemaltekischen Regionen Alta Verapaz und Petén lebt. Die Kekchí-Sprache gehört zu den meistgesprochenen Maya-Sprachen.
Insgesamt gibt es heute über 420.000 Kekchí in diesen drei Ländern:
- Guatemala – 400.000 Kekchí,
- El Salvador – 12.000 Kekchí und
- Belize – 9.000 Kekchí.

Vor der spanischen Eroberung Guatemalas in den 1520er Jahren lebten die Kekchí vor allem im Gebiet der heutigen Departements Alta Verapaz und Baja Verapaz. Aufgrund von Verfolgungen, Landenteignungen und Umsiedlungen wurden die Kekchí in den folgenden Jahrhunderten über ein größeres Gebiet verteilt, so etwa nach Izabal, Petén, El Quiché ins südliche Belize (Toledo), in jüngerer Zeit in kleinerer Anzahl auch nach El Salvador, Honduras und ins südliche Mexiko (Chiapas, Campeche). Aus diesem Grund sind sie heute das am meisten verstreute Maya-Volk Guatemalas.

## Urteil zur Landnutzung in Guatemala
Nach einem langen Rechtsstreit hat der Interamerikanische Gerichtshof für Menschenrechte etwa 400 Indigenen des Volks der Kekchí in der Region Izabal im Norden Guatemalas Rechte an 1354 Hektar Land zugesprochen, das diese seit dem 19. Jahrhundert bewohnen und bepflanzen. Genutzt wurde das Land in den vergangenen 50 Jahren nacheinander von drei privaten Firmen, die darauf eine Nickelmine betreiben. Der Staat hält Anteile an der Mine. Zunächst unterschrieb 1965 eine kanadische Firma einen Pachtvertrag mit der guatemaltekischen Regierung, um 40 Jahre lang Tagebau auf einem 385 Quadratkilometer großen Gelände zu betreiben. Dort lebende Bauern wurden zwangsweise umgesiedelt, damit die Mine 1970 in Betrieb gehen konnte. 2011 wurde die Mine an die zunächst noch russische, später schweizerische Firma Solway Group verkauft, die sie bis heute betreibt. Die dort lebenden Menschen wurden bisher nicht am lukrativen Geschäft beteiligt. Diese sollen nun über die Nutzung des Landes mitbestimmen dürfen.